# 1641
Évszázadok: 16. század – 17. század – 18. század
Évtizedek: 1590-es évek – 1600-as évek – 1610-es évek – 1620-as évek – 1630-as évek – 1640-es évek – 1650-es évek – 1660-as évek – 1670-es évek – 1680-as évek – 1690-es évek
Évek: 1636 – 1637 – 1638 – 1639 –  1640 – 1641 – 1642 – 1643 – 1644 – 1645 – 1646

## Események

### Határozott dátumú események
- május 12. – A parlament ítélete alapján Londonban lefejezik I. Károly tanácsadóját, Thomas Wentworth-öt, Strafford első grófját, a király írországi kormányzóját.[1]

### Határozatlan dátumú események
- október – Az írek felkelést robbantanak ki a királyságukban élő angolok és skótok terjeszkedése miatt. (A mészárlások hírét alaposan felnagyították, s ez felerősítette az angol protestánsok ír- és katolikusellenes előítéletét.)[2]
- az év folyamán –
  - Felépül Győr jezsuita temploma.[3]
  - A hollandok elfoglalják Malakkát a portugáloktól.[4]

## Születések
- május 28. – Johann Weichard von Valvasor szlovén történész, geográfus († 1693)
- október 28. – Cseles Márton jezsuita hittudós († 1709)

## Halálozások
- január 3. – Jeremiah Horrocks, angol csillagász (* 1618)
- január 11. – Juan Chandra de Jáuregui y Aguilar, spanyol költő és festő (* 1583)
- április 6. – Domenico Zampieri, avagy Domenichino bolognai barokk festő (* 1581)
- május 10. – Johan Banér, svéd gyalogsági tábornok a harmincéves háborúban (* 1596)
- május 12. – Thomas Wentworth, angol államférfi (* 1593)
- szeptember 10. – Ambrose Barlow, angol bencés szerzetes, mártír (* 1585)
- október 31. – Cornelis Jol, holland tengernagy és kalóz (* 1597)
- november 9. – Ferdinánd spanyol bíboros-infáns, Spanyol-Németalföld kormányzója, a harmincéves háború egyik katonai vezetője (* 1609 körül)
- december 9. – Anthony van Dyck, flamand festő (* 1599)